# Christopher Massey

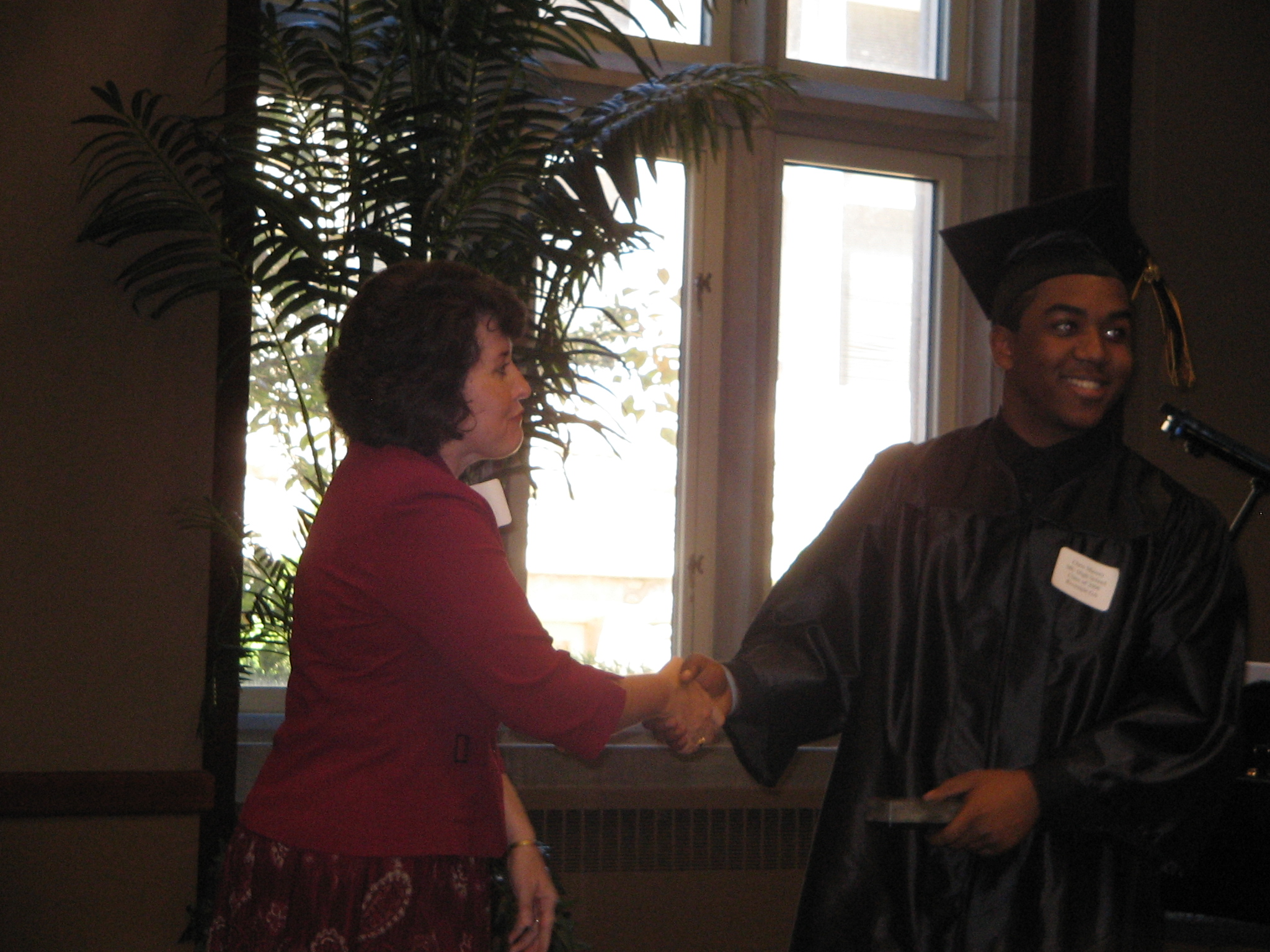
Christopher Massey

Christopher Michael Massey, född 26 januari 1990 i Atlanta, Georgia, USA, är en amerikansk skådespelare. Han är mest känd i rollen som Michael Barret i TV-serien Zoey 101.
Massey har tre barn från två olika förhållanden, döttrarna Mariah och Bella Rose, och sonen Carter Christopher. Den äldsta dotterns moder är TV-personligheten Cassalei "Cassie" Jackson (dotter till skådespelerskan Shar Jackson), medan de två yngsta barnens moder är Masseys ex-fästmö Bria Miller.

## Filmografi (i urval)

### Film
- 2010 – Tomtetass och jakten på julen (röstroll)
- 2023 – Zoey 102

### TV
- 2002 – The Parkers (TV-serie)
- 2002 – That Was Then (TV-serie)
- 2002 – The District (TV-serie)
- 2003 – Omaka systrar (TV-serie)
- 2004 – That's so Raven (TV-serie)
- 2005–2008 – Zoey 101 (TV-serie)
- 2006 – Everybody Hates Chris (TV-serie)
- 2009 – The Electric Company (TV-serie)
- 2012 – Switched at Birth (TV-serie)
- 2020 – All that (TV-serie)